# Diplogaster spirifer
Diplogaster spirifer is een rondwormensoort uit de familie van de Diplogasteridae. De wetenschappelijke naam van de soort is voor het eerst geldig gepubliceerd in 1921 door Skwarra.